# Ritchie Blackmore's Rainbow
Albums de Rainbow
Rainbow Rising
(1976)
Singles
1. Man on the Silver Mountain
Sortie : 10 septembre 1975

Publié le 15 août 1975 sur le label Polydor , Ritchie Blackmore's Rainbow est le premier album du groupe Rainbow fondé par Ritchie Blackmore, ancien guitariste de Deep Purple.

## Historique
En décembre 1974, alors qu'il est en pleine tournée nord-américaine de promotion de l'album Stormbringer, Ritchie Blackmore décide d'enregistrer un single en solo. Il s'agit d'une reprise de la chanson Black Sheep of the Family du groupe de rock progressif anglais Quatermass. Il avait proposé cette chanson pour figurer sur l'album Stormbringer mais le reste du groupe avait refusé. Alors qu'il est en passe de quitter Deep Purple, Ritchie Blackmore recrute le chanteur Ronnie James Dio, le bassiste Craig Gruber, le claviériste Mickey Lee Soul et le batteur Gary Driscoll, tous quatre membres du groupe de première partie new-yorkais Elf  qui ouvrait pour Deep Purple, et enregistre le 12 décembre 1974 dans un studio de Tampa en Floride Black Sheep of the Family ainsi que Sixteenth Century Greensleeves, une nouvelle chanson de Blackmore à laquelle Dio avait rajouté les textes. Satisfait de ces deux titres, Blackmore décide qu'il y a de la place pour enregistrer un album complet, Il est enregistré en février 1975 aux Musicland Studios à Munich en Allemagne (comme Stormbringer) et sera produit par Martin Birch (producteur de Deep Purple) .
En mai, et après un dernier concert à Paris (7 avril 1975), Blackmore quitte officiellement Deep Purple. Lorsque l'album sort en août 1975, il s'est déjà séparé des musiciens de Elf à l'exception de Ronnie James Dio. La formation qui a enregistré l'album ne se produira jamais sur scène.
L'album se classa à la 11e place des charts britanniques et à la 30e place du Billboard 200 aux États-Unis.

## Liste des titres
- Tous les titres sont composés par Ritchie Blackmore et Ronnie James Dio sauf indications.

Face 1
| No | Titre                                             | Auteur        | Durée |
| -- | ------------------------------------------------- | ------------- | ----- |
| 1. | Man on the Silver Mountain                        |               | 4:42  |
| 2. | Self Portrait                                     |               | 3:17  |
| 3. | Black Sheep of the Family (reprise de Quatermass) | Steve Hammond | 3:22  |
| 4. | Catch the Rainbow                                 |               | 6:27  |

| No | Titre                                 | Auteur                          | Durée |
| -- | ------------------------------------- | ------------------------------- | ----- |
| 5. | Snake Charmer                         |                                 | 4:33  |
| 6. | The Temple of the King                |                                 | 4:45  |
| 7. | If You Don't Like Rock'n'Roll         |                                 | 2:38  |
| 8. | Sixteenth Century Greensleeves        |                                 | 3:31  |
| 9. | Still I'm Sad (reprise des Yardbirds) | Paul Samwell-Smith, Jim McCarty | 3:51  |

## Musiciens
- Ritchie Blackmore : guitare
- Ronnie James Dio : chant
- Craig Gruber : basse
- Gary Driscoll : batterie
- Mickey Lee Soule : piano, mellotron, orgue & clavinet

### Musicienne additionnelle
- Shoshana : chœurs sur Catch the Rainbow et Black Sheep of the Family

## Informations sur le contenu de l'album
- Man on the Silver Mountain est également sorti en single.
- Black Sheep of the Family est une reprise de Quatermass (1970).
- Still I’m Sad est une reprise, purement instrumentale, des Yardbirds (1965). Rainbow reprendra une nouvelle fois le titre sur son album de 1995 Stranger in Us All.

## Charts et certification
Album
| Pays             | Durée du classement | Meilleur classement | Date              |
| ---------------- | ------------------- | ------------------- | ----------------- |
| Canada           | 2 semaines          | 83e                 | 25 octobre 1975   |
| États-Unis       | 15 semaines         | 30e                 | 29 septembre 1975 |
| Nouvelle-Zélande | 1 semaine           | 40e                 | 21 novembre 1975  |
| Royaume-Uni      | 8 semaines          | 11e                 | 20 septembre 1975 |
| Suède            | 4 semaines          | 24e                 | 12 août 1977      |

Certification
| Pays        | Certification | Ventes   | Date              |
| ----------- | ------------- | -------- | ----------------- |
| Royaume-Uni | Argent        | 60 000 + | 1er novembre 1975 |